# Magnus Horrebow
Magnus Horrebow (født 21. marts 1763 i København, død 28. maj 1796 sammesteds) var en dansk læge, søn af Christian Horrebow, bror til Otto Horrebow.
Horrebow tog 1791 medicinsk eksamen og det følgende år doktorgraden ved en Disputatio anathomiæ physiologiæ pathologiæ de oculo humano ejusqve morbis (1792). 1794 blev han vikar for Christen Friis Rottbøll og ekstraordinær professor, men de store forhåbninger, man knyttede til ham som videnskabsmand (i faget anatomi) og lærer, bristede ved hans tidlige død.